# Stadacona
Stadacona era un villaggio irochese di San Lorenzo del XVI secolo non lontano da dove fu fondata la città di Québec nel 1608.

## Storia
L'esploratore e navigatore francese Jacques Cartier, durante il viaggio e la mappatura del fiume San Lorenzo, raggiunse il villaggio di Stadacona nel luglio 1534. A quel tempo, il capo del villaggio era Donnacona, che mostrò a Cartier cinque scalpi presi nella loro guerra contro i Toudaman (probabilmente i Miꞌkmaq), un popolo vicino che aveva attaccato uno dei loro forti la primavera precedente, uccidendo 200 abitanti. Nonostante gli sforzi della gente del villaggio, Cartier catturò alcuni abitanti e il loro capo, ma in seguito liberò Donnacona, che accettò che i suoi due figli, Taignoagny e Domagaya, si recassero con Cartier in Francia per un anno.
Cartier tornò a Stadacona con i figli di Donnacona nel suo successivo viaggio, nel 1535-1536, dove registrò una parola che avevano usato per riferirsi alla loro casa: "Chiamano una città, Kanata" (Canada). Quando lui e il suo equipaggio rimasero durante l'inverno, furono salvati dagli Stadaconiani, che sapevano come preparare per loro un brodo ricco di vitamine come cura contro lo scorbuto che era scoppiato tra i francesi, uccidendo un quarto dell'equipaggio di Cartier. Lo stesso inverno, più di 50 Irochesi del villaggio morirono a causa di malattie portate dagli europei. Dopo questo, Cartier prese Donnacona, i suoi figli e altri sette abitanti, e li portò in Francia, dove morirono nove su dieci. Nessuno tornò mai. Cinque anni dopo, Cartier tornò a Stadacona, nel 1543, per trovare il villaggio abbandonato e distrutto da un nemico sconosciuto, probabilmente a causa di guerre devastanti da parte della confederazione Mohawk degli Irochesi o Haudenosaunee (Cinque Nazioni) situata a sud vicino al Lago Ontario.
Samuel de Champlain, in seguito, scelse la posizione del villaggio per fondare la colonia di l'Habitation, che alla fine si trasformò nella città di Québec.